# Chrysometa columbicola
Chrysometa columbicola este o specie de păianjeni din genul Chrysometa, familia Tetragnathidae, descrisă de Strand, 1916.
Este endemică în Columbia. Conform Catalogue of Life specia Chrysometa columbicola nu are subspecii cunoscute.